# Syllepte paucilinealis
Syllepte paucilinealis là một loài bướm đêm trong họ Crambidae.